# Tiare de Paul VI
 (décembre 2013).
Si vous disposez d'ouvrages ou d'articles de référence ou si vous connaissez des sites web de qualité traitant du thème abordé ici, merci de compléter l'article en donnant les références utiles à sa vérifiabilité et en les liant à la section « Notes et références ».

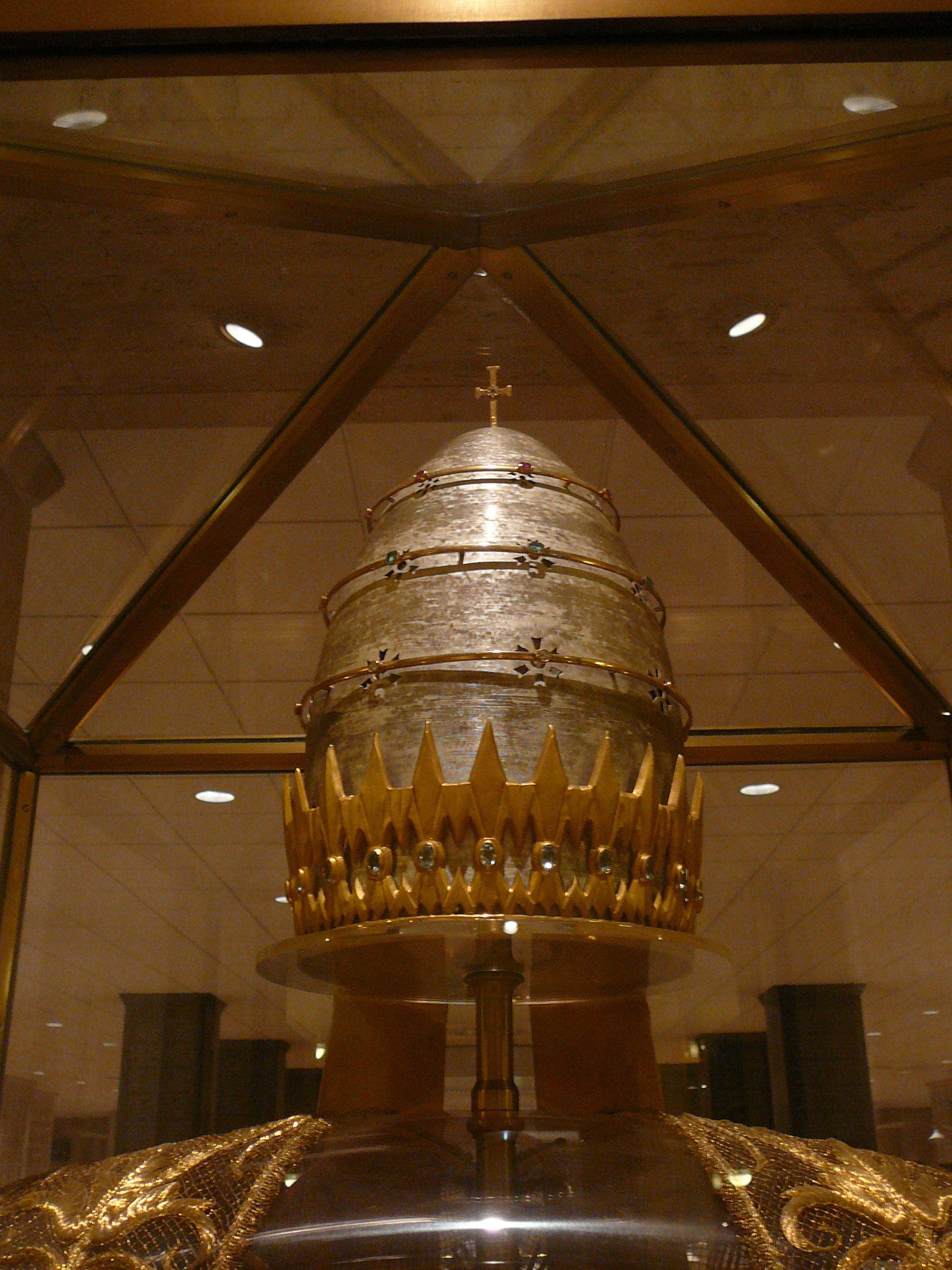
La tiare du pape Paul VI, exposée dans la crypte de la Basilique du sanctuaire national de l'Immaculée Conception.

La tiare de Paul VI est la dernière tiare papale portée à ce jour. Elle fut offerte par le diocèse de Milan lorsque son évêque, également cardinal, Giovanni Montini, est élu pape lors du conclave de 1963. C'est cette tiare qui est utilisée pour couronner le pape Paul VI le 30 juin 1963, soit lors du dernier couronnement de pape à ce jour. La tiare était utilisée dans le couronnement des papes depuis 1877.

## Caractéristiques
La tiare du pape Paul VI est remarquable à bien des égards. Comme d'autres couronnes papales, elle est faite d'un extérieur en argent massif sur un feutre laïc, mais contrairement aux autres tiares, elle est presque totalement dépourvue de bijoux. La triple couronne est représentée par trois anneaux courant autour de la tiare, sur lesquels est incrustée une poignée de petits bijoux, en plus des aigues-marines formant le centre de chaque fleur de lys qui composent le cercle d'or de la base de la tiare.
C'est l'une des tiares existantes les plus lourdes ; elle pèse en effet 4,5 kg.

## Historique
À la suite de son couronnement, le pape Paul VI porte la tiare à plusieurs reprises ; la dernière fois, en novembre 1963, il la posa sur l'autel de la basilique Saint-Pierre, dans un geste d'humilité symbolisant la remise de la papauté et du pouvoir temporel. Il ne l'a ensuite jamais remise.
Il est ensuite annoncé[Quand ?] que la tiare serait vendue et que le produit de la vente serait donné à une œuvre de charité. Cependant, Francis Spellman, cardinal et archevêque de New York, intervient et la fait racheter par l'Église catholique des États-Unis en 1968.
Elle est maintenant exposée de manière permanente dans la Basilique du sanctuaire national de l'Immaculée Conception à Washington, DC.

## Réactions
La décision du pape Paul VI de refuser de porter la tiare a suscité louanges et condamnations. Les libéraux et les progressistes ont salué l'acte comme le signe d'une renaissance, d'une nouvelle papauté plus informelle.[réf. souhaitée]
En revanche, les conservateurs ont critiqué l'acte comme une trahison de la papauté traditionnelle. Des groupes marginaux se sont associés à des organisations sédévacantistes et conclavistes, suggérant que seul un antipape peut avoir rendu la tiare, symbole de la papauté.[réf. souhaitée]

## Non-abolition
Paul VI, tout en choisissant de ne plus porter la tiare, n'a jamais aboli son utilisation, exigeant explicitement dans la constitution apostolique Romano Pontifici Eligendo que son successeur soit couronné. Toutefois, son successeur, le pape Jean-Paul Ier refuse de porter la tiare. Ni le pape Jean-Paul II, ni le pape Benoît XVI, ni le pape François n'ont choisi de porter la tiare papale, bien qu'ils auraient pu le faire.